# Sulcus (exogéologie)
Cet article concerne les sillons visibles à la surface de corps célestes. Pour les autres sens de sulcus, voir sulcus.
Sulcus est un mot d'origine latine désignant un sillon, un fossé, un pli ou une ride. Il est utilisé sur la planète Mars, sur le satellite Ganymède de la planète Jupiter, sur le satellite Encelade de la planète Saturne, sur le satellite Miranda de la planète Uranus et sur le satellite Triton de la planète Neptune pour décrire des sillons et des rides plus ou moins parallèles qui apparaissent sur des terrains plissés.

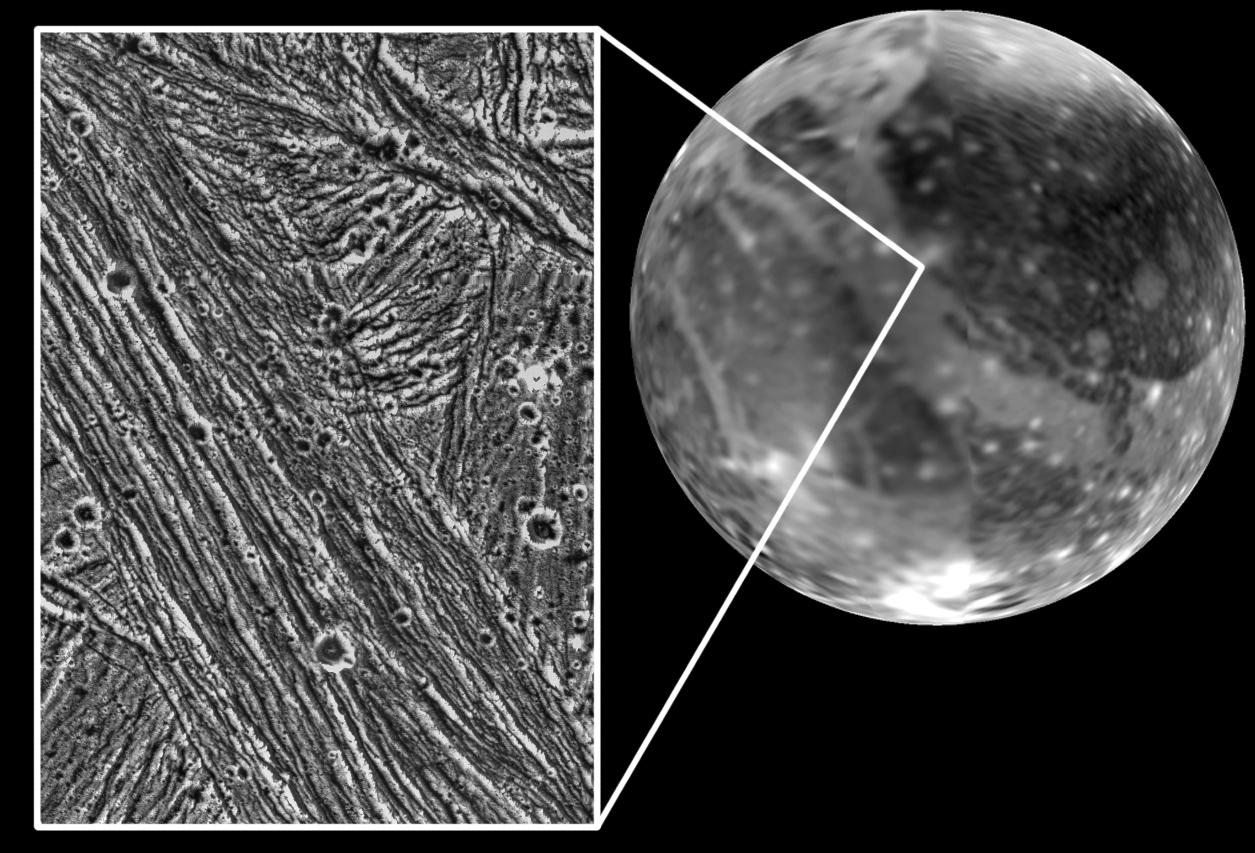
Détail des sillons de la région dUruk Sulcus sur Ganymède, et cliché global obtenu par Voyager en 1979.

## Sulcus de Mars

Sacra Sulci, Mars

- Amazonis Sulci
- Apollinaris Sulci
- Arsia Sulci
- Ascraeus Sulci
- Australe Sulci
- Cyane Sulci
- Gigas Sulci
- Lycus Sulci
- Medusae Sulci
- Memnonia Sulci
- Pavonis Sulci
- Sacra Sulci
- Sulci Gordii

## Sulcus deMiranda
Les sulcus de Miranda sont nommés en référence aux lieux où se déroulent les pièces de Shakespeare.
| Sulcus          | Nommé d'après :                        |
| --------------- | -------------------------------------- |
| Naples Sulcus   | Naples (dans La Tempête)               |
| Syracusa Sulcus | Syracuse (dans La Comédie des erreurs) |

## Sulcus deTriton
Les sulcus de Triton sont nommés en référence aux rivières sacrées des différentes mythologies
| Sulcus        | Nommé d'après :               |
| ------------- | ----------------------------- |
| Bia Sulci     | Bia (Mythologie yoruba)       |
| Boynne Sulci  | Boyne (Mythologie celtique)   |
| Ho Sulci      | Ho (Mythologie chinoise)      |
| Kormet Sulci  | Kormet (Mythologie nordique)  |
| Leipter Sulci | Leipter (Mythologie nordique) |
| Lo Sulci      | Lo (Mythologie chinoise)      |
| Ob Sulci      | Ob (Mythologie sibérienne)    |
| Ormet Sulci   | Ormet (Mythologie nordique)   |
| Slidr Sulci   | Slidr (Mythologie nordique)   |
| Tano Sulci    | Tano (Mythologie yoruba)      |
| Vimur Sulci   | Vimur (Mythologie nordique)   |
| Yasu Sulci    | Yasu (Mythologie japonaise)   |